# Meister der Verkündigung von Aix

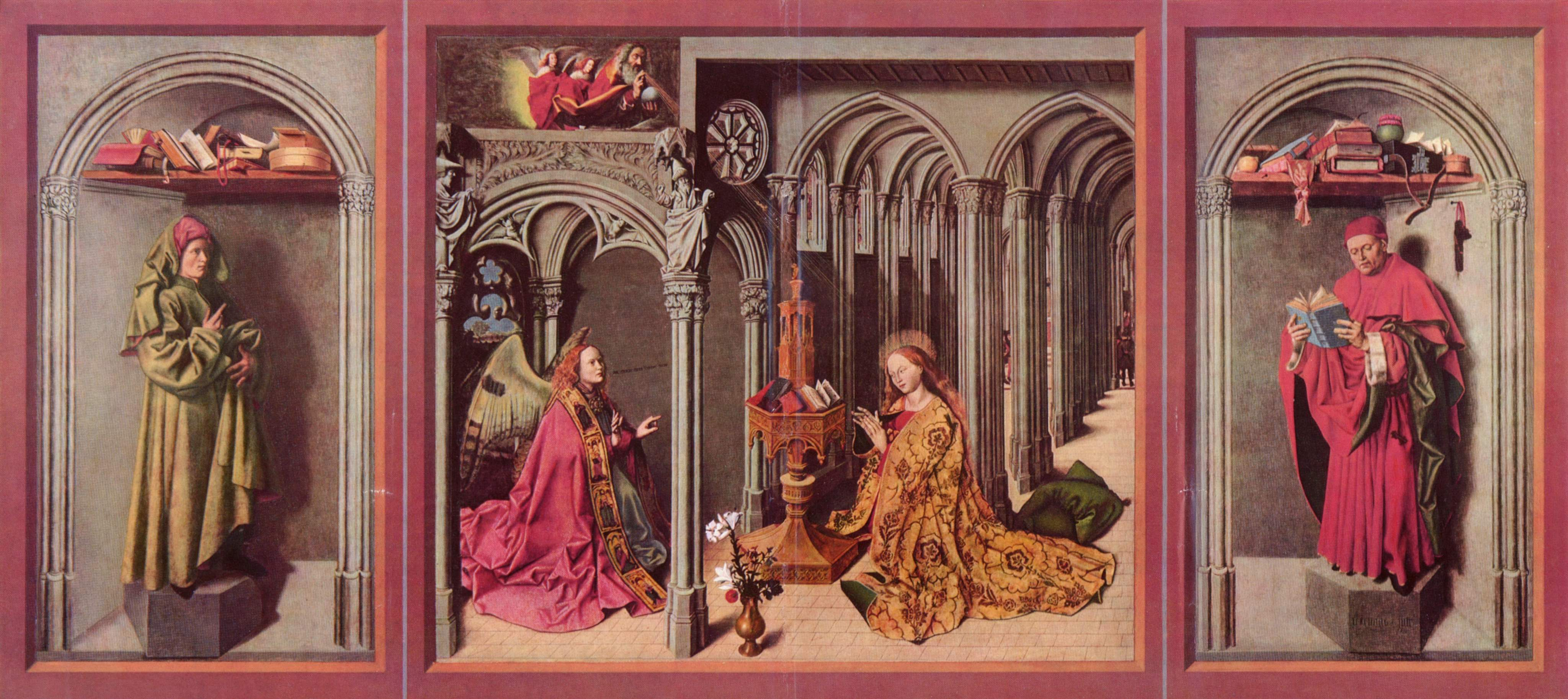
Meister der Verkündigung von Aix (Barthélemy d'Eyck): Verkündigungsaltar (Rekonstruktion der erhaltenen Teile), Frankreich 1443–1444

Als Meister der Verkündigung von Aix (fr. Maître de l'Annonciation d'Aix), gelegentlich Meister des Verkündigungsaltars von Aix, (Meister von Aix) wird der namentlich nicht sicher bekannte spätgotische Maler bezeichnet, der um 1442 oder 1445 das Bild einer Verkündigung an Maria für die Saint-Sauveur-Kathedrale in Aix-en-Provence in Frankreich gemalt hat. Es war das Mittelbild eines Triptychons, dessen Seitenflügel zwei Propheten darstellen. Das Triptychon wurde während der Französischen Revolution zerlegt, um es vor der Zerstörung zu retten. Das Verkündigungsbild befindet sich heute in der Maria-Magdalenen-Kirche in Aix, die Flügelbilder sind auf verschiedene Museen in Amsterdam, Brüssel und Rotterdam verteilt.
Die Verkündigung von Aix, eines der bedeutenden, im 15. Jahrhundert nördlich der Alpen entstandenen Gemälde, zeigt Einfluss der Malerei sowohl aus Italien wie auch aus Frankreich oder Flandern. Nachdem verschiedene Identifikationen vorgeschlagen worden waren, hat sich heute die Meinung durchgesetzt, dass es sich bei dem in der ersten Hälfte des 20. Jahrhunderts unter dem Notnamen Meister der Verkündigung von Aix geführten Maler um den in Frankreich tätigen Barthélemy d’Eyck aus Flandern handelt. Zuvor war auch eine umstrittene Zuschreibung des Werkes an Niccolo Colantonio aus Neapel in Italien versucht worden sowie weiter eine Zuschreibung an den Franzosen Jean Chapus, Maler in Diensten des Hofes in Anjou.
Der Meister der Verkündigung von Aix ist ein Zeitgenosse von Jan van Eyck und Stefan Lochner und wie diese Vertreter eines neuen Weichen Stils in der Malerei. Neben der für diesen Stil typischen zunehmend dreidimensional gemalten Kleidung und des Faltenwurfs ist auch die Räumlichkeit der Darstellung der Architektur, z. B. der Säulenreihen, ein besonderes Merkmal des Verkündigungsbildes von Aix.